# Heavy Sound
Heavy Sound, född 23 april 2012 i Vara kommun i Västra Götalands län, är en svensk varmblodig travhäst. Han inledde karriären hos tränare Roger Walmann, men tränas sedan 2018 av Daniel Redén. Han körs av Kenneth Haugstad.
Heavy Sound började tävla i mars 2015 och vann sina två första starter. Han har till maj 2019 sprungit in 7,5 miljoner kronor på 41 starter varav 19 segrar, 5 andraplatser och 4 tredjeplatser. Han har tagit karriärens hittills största segrar i Korta E3 (2015), H.K.H. Prins Daniels Lopp (2018), Färjestads Jubileumslopp (2018), St. Michel-loppet (2018) och Gulddivisionens final (sept 2018).
Han har även kommit på andraplats i Svenskt Travderby (2016) bakom Readly Express samt på tredjeplats i Långa E3 (2015) och Breeders' Crown (2015).

## Karriär

### Säsongen 2018
Inför säsongen 2018 flyttades Heavy Sound från tränare Roger Walmann till Daniel Redén. Han debuterade i den nya regin med en seger den 11 april 2018 i The Onions Lopp på Solvalla. Nästa start blev den 5 maj 2018 i årets upplaga av Finlands största travlopp Finlandialoppet på Vermo travbana. Han slutade oplacerad som diskvalificerad efter att över upploppet ha galopperat i striden om segern med Pastore Bob. Han startade därefter i H.K.H. Prins Daniels Lopp den 19 maj 2018 på Gävletravet. Han segrade i loppet på det nya personliga löpningsrekordet 1.09,2 över sprinterdistans. Segern innebar också att han fick en plats i 2018 års upplaga av Elitloppet. Ägarna valde dock att tacka nej till att delta i Elitloppet. Nästa start blev den 9 juni i Jämtlands Stora Pris, där han slutade oplacerad efter att ha galopperat.
Han segrade i Färjestads Jubileumslopp den 30 juni 2018, efter att ha travat utvändigt om loppets ledare Cyber Lane. Efter loppet hyllades Heavy Sound av sin kusk Kenneth Haugstad som påtalade hur han är den bästa och mest talangfulla häst som han någonsin kört. Den 15 juli segrade ekipaget även i St. Michel-loppet i Finland. Han deltog i Hugo Åbergs Memorial den 31 juli 2018, där han slutade oplacerad efter att ha galopperat. Den 25 augusti kom han på sjundeplats i Sundsvall Open Trot. Han segrade i Gulddivisionens final under Kriteriehelgen i september 2018 på Solvalla. Han tog ytterligare en seger i Gulddivisionen den 3 november.